# ابن أثال
ابن أثال هو طبيب عربي مسيحي شغل منصب الطبيب الشخصي لمعاوية بن أبي سفيان وكان يعتبر الطبيب الأكثر تميزًا في الفترة الأموية المُبكِّرَة ومن ذوي المهارات في علم السموم. ويمكن اعتبار معرفته الطبية استمرارا للتراث الذي كان موجودًا في الجزيرة العربية قبل الإسلام. تُفيدُ التقارير أنه لقي مصرعه في هجوم انتقامي.